# Ingeborg Holm
Ingeborg Holm is een Zweedse dramafilm uit 1913 onder regie van Victor Sjöström.

## Verhaal
Sven Holm en zijn vrouw Ingeborg hebben een kruidenierszaak. Wanneer Sven overlijdt, moet Ingeborg de winkel in haar eentje redden. Uiteindelijk moet ze de zaak sluiten. Ze wordt gedwongen naar het armenhuis te verhuizen. Daar wordt ze bovendien gescheiden van haar kinderen. Ingeborg tracht echter te ontsnappen om haar kinderen nog eens terug te zien.

## Rolverdeling
| Acteur          | Personage                   |
| --------------- | --------------------------- |
| Hilda Borgström | Ingeborg Holm               |
| Aron Lindgren   | Sven Holm                   |
| Erik Lindholm   | Winkelbediende              |
| Georg Grönroos  | Directeur van het armenhuis |
| William Larsson | Politieagent                |
| Richard Lund    | Arts                        |
| Carl Barcklind  | Huisarts                    |